# Friedrich Ludwig II. von Rochow
Friedrich Ludwig II. von Rochow (* 31. März 1701; † 13. August 1760 in Pirna) war polnischer und sächsischer Kammerherr und Generalmajor, Kommandant der Festung Sonnenstein.

## Leben
Rochow entstammte dem märkischen Adelsgeschlecht von Rochow. Er war der fünfte Sohn Samuel Friedrich von Rochow (1641–1728) und dessen Ehefrau Sophie Juliane von Ahrendsdorf (1666–1719), die Tochter des dänischen Generals Karl von Ahrendsdorf und der Ilsabe Katharina von Küssow aus dem Hause Klüken. Er war Kadett und Fähnrich in Hessen, aktiver Offizier im spanischen Erbfolgekrieg, Brigadeadjutant. Dann in sächsischen Diensten Hauptmann, Brigade-Major, Oberstleutnant. Nachfolgend erreichte er den Dienstrang Oberst, 1753 Generalmajor und Kommandant der Festung Königsstein. Wie sein Bruder Aemilius Friedrich wurde er im Lager Pirna entwaffnet. Er wohnte zunächst in Dresden und zum Schluss in Pirna. Als sächsischer Kammerherr erwarb er das Gut Nedaschütz bei Bautzen.
Friedrich Ludwig II. von Rochow vermählte sich am 24. Juli 1722 auf Gut Kümmritz bei Luckau mit Barbara Friederike von Birkholz, Tochter des polnisch-sächsischen Kavallerie-Generals Georg von Birkholz und der Juliane Sophie, geborene von Sebottendorf (kurländischer Adel). Am Gutshaus in Kümmritz befanden sich lange die Allianzwappen der Vorfahren der Ehefrau Barbara Friederike. Das Ehepaar hatte zwei Töchter und sieben Söhne, alle namentlich bekannt, viele Kinder verstarben sehr frühzeitig. Nähere Nachrichten dazu liegen nicht vollständig vor. Der älteste Sohn Friedrich Wilhelm VIII. erhielt fünfjährig das Fähnrichspatent, weitere Informationen fehlen. Der dritte Sohn Karl Friedrich (1746–1811) war sächsischer Geheimer Rat und erwarb das Gut Strauch in Sachsen und das direkt im benachbarten Preußen liegende Gut Hirschfelde.